# Шокјо
Шокјо (正慶, позната и као "Шокеи") је јапанска ера (ненко) Северног двора током Нанбокучо периода, која је настала после Гентоку и пре Кенму ере. Временски је трајала од априла 1332. до априла 1333. године и била је последња ера која је припадала Камакура периоду. Владајући цареви били су Го-Даиго на југу и Когон на северу.

## Нанбокучо период (период Јужног и Северног двора)
Током Меиџи периода, 3. марта 1911, царским указом је објављено да су тадашњи актуелни владари били легитимни и директни потомци цара Го-Даига и Го-Муракамија, чија је престоница основана у егзилу, у граду Јошину у близини Наре.
До краја Едо периода сматрало се да су војни званичници и претенденти на титулу цара, који су били подржани од Ашикага шогуната, били грешком унети у царске хронологије због чињенице да царски симболи нису били у њиховом поседу.
Северни двор који се сматрао незаконитим, основао је у Кјоту Ашикага Такауџи.

## Важнији догађаји Шокјо ере
- 1332. Шокјо ганен (正慶元年): Име ере се мења у Шокјо. Претходна ера, Генко, завршила се након две године и 10 месеци.[4]

У исто време (1331–1333) на Јужном двору упоредо тече ера Генко.